# پاهری‌والا
پاهری‌والا (به انگلیسی: Paharewala) یک روستا در پاکستان است که در پنجاب واقع شده‌است. پاهری‌والا ۱۷۱ متر بالاتر از سطح دریا واقع شده‌است.